# Nitrosomonas
Nitrosomonas ist eine Gattung gramnegativer Bakterien aus der Familie der Nitrosomonadaceae. Sie zählen zu den aeroben Ammoniumoxidierenden Bakterien und nutzen Ammonium zur Energiegewinnung. Bei dem als Nitrifikation bezeichneten Stoffwechselweg wird Ammonium zu Nitrit oxidiert. Ammoniumoxidierende Bakterien spielen eine sehr wichtige Rolle im Stickstoffkreislauf der Erde. Die Gattung Nitrosomonas gehört wie Nitrobacter zu den sogenannten Schlüsselbakterien der in der Rhizosphäre lebenden Nitrifikanten.

## Merkmale und Stoffwechsel
Die Zellen von Nitrosomonas sind stäbchen- oder kugelförmig. Gelegentlich sind sie in Zellketten angeordnet. Die Arten sind meist mit Flagellen an den Zellenden (polar) begeißelt. Manche Arten bilden unter bestimmten Umständen schleimige Zellaggregate (z. B. Nitrosomonas oligotropha). Die Arten benötigen Sauerstoff, sie sind aerob. Einige Arten besitzen das Enzym Urease, sie können Harnstoff durch Hydrolyse spalten. Alle Arten von Nitrosomonas oxidieren in Gegenwart von Sauerstoff, also unter oxischen Bedingungen, Ammoniumionen (NH4+) und Ammoniak (NH3) zu Nitritionen (NO2−), diese Gattung zählt somit zu den Ammoniumoxidierern. Alle Gattungsnamen von ammoniumoxidierenden Bakterien beginnen mit „Nitroso-“.

## Ökologie
Die verschiedenen Arten von Nitrosomonas kommen in unterschiedlichen Habitaten vor. Einige kommen in Böden vor (Nitrosomonas communis, Nitrosomonas europaea, Nitrosomonas ureae), einige in Gewässern (z. B. Nitrosomonas eutropha). Einige Arten sind salzliebend (halophil) und können sich bei hohen Salzkonzentrationen vermehren. So wurde z. B. Nitrosomonas halophila im Brackwasser und in Sodaseen gefunden. Eine kryophile (kälteliebende) Art, Nitrosomonas cryotolerans, wurde aus dem Golf von Alaska isoliert und kann im Labor bei Temperaturen bis zu −5 °C kultiviert werden.

## Die Nitrifikation
Mit ihrer chemolithotrophen Lebensweise werden die Arten von Nitrosomonas zu den „Nitritbakterien“ gezählt. Die Oxidation von Ammoniumionen zu Nitritionen stellt den ersten Schritt der Nitrifikation dar.
Im zweiten Schritt der Nitrifikation werden in der natürlichen Umwelt – von anderen Bakterien wie Nitrobacter, die man entsprechend „Nitratbakterien“ nennt – Nitritionen zu Nitrationen (NO3−) oxidiert. Vertreter beider Gruppen, „Nitritbakterien“ und „Nitratbakterien“, kommen in der Regel zusammen vor, so dass sich das auf viele Organismen toxisch wirkende Nitrit nicht in ihrem Habitat akkumuliert. Die Nitrifikation ist Teil des natürlichen Stickstoffkreislaufs.
Wie die Vertreter der ebenfalls an dem Stickstoffkreislauf beteiligten Gattung Nitrosospira, sind Nitrosomonas-Arten überall verbreitet, während die Ammoniumoxidierer der Gattung Nitrosococcus auf Meerwasser und Salzseen beschränkt sind. Arten von Nitrospira oxidieren Nitrit zu Nitrat und zählen somit zu den Nitratoxidierern.

## Systematik
Nitrosomonas bildet zusammen mit der Gattung Nitrosospira die Familie der Nitrosomonadaceae in der Ordnung der Nitrosomonadales. Diese Ordnung gehört zu der Klasse der Betaproteobacteria. Nitrosomonas ist die Typusgattung der Familie und der Ordnung. N. europaea ist die Typusart.
Der Erstbeschreiber dieser Gattung ist Sergej Winogradsky. Im Jahr 1890 beschrieb er als erster nitrifizierende Bakterien.
Es folgt eine Liste einiger Arten:
- Nitrosomonas aestuarii Koops et al. 1991
- Nitrosomonas communis Koops et al. 1991
- Nitrosomonas europaea Winogradsky 1892
- Nitrosomonas eutropha Koops et al. 1991
- Nitrosomonas halophila Koops et al. 1991
- Nitrosomonas javanensis Winogradsky 1892
- Nitrosomonas marina Koops et al. 1991
- Nitrosomonas mobilis Koops et al. 1976
- Nitrosomonas nitrosa Koops et al. 1991
- Nitrosomonas oligotropha Koops et al. 1991
- Nitrosomonas stercoris Nakagawa and Takahashi 2017
- Nitrosomonas ureae Koops et al. 1991

Synonyme für Nitrosomonas europaea sind Planococcus europaeus, Bacterium nitrosomonas und Pseudomonas europaea. Nitrosomonas cryotolerans ist kein valide publiziertes Taxon. Die Art Nitrosomonas mobilis ist als noch nicht gesichert anzusehen.